# Bahía Honda (Cuba)
Bahía Honda è un comune di Cuba, situato nella provincia di Artemisa.